# Больмін (Свентокшиське воєводство)
Больмін (пол. Bolmin) — село в Польщі, у гміні Хенцини Келецького повіту Свентокшиського воєводства.
Населення — 1134 особи (2011).
У 1975-1998 роках село належало до Келецького воєводства.

## Демографія
Демографічна структура на день 31 березня 2011 року:
|          | Загалом | Допрацездатний вік | Працездатний вік | Постпрацездатний вік |
| -------- | ------- | ------------------ | ---------------- | -------------------- |
| Чоловіки | 550     | 121                | 371              | 58                   |
| Жінки    | 584     | 115                | 335              | 134                  |
| Разом    | 1134    | 236                | 706              | 192                  |